# Tamina Snuka
Sarona Moana-Marie Reiher Snuka-Polamalu (Vancouver, 10 de janeiro de 1978) é uma lutadora profissional americana. Ela trabalha atualmente para a WWE, sob o nome de ringue Tamina.
Ela é uma ex-campeã de duplas femininas WWE e foi também duas vezes campeã 24/7 da WWE. Ela é uma lutadora profissional de segunda geração, sendo filha do Hall of Famer Jimmy Snuka.

## Carreira na luta livre profissional

### Início de carreira (2009–2010)
Snuka começou a se envolver na luta profissional depois que ela recebeu a primeira bolsa Lia Maivia para treinar no Wild Samoan Training Center em Minneola, Flórida.

### World Wrestling Entertainment

#### Várias alianças (2010–2011)

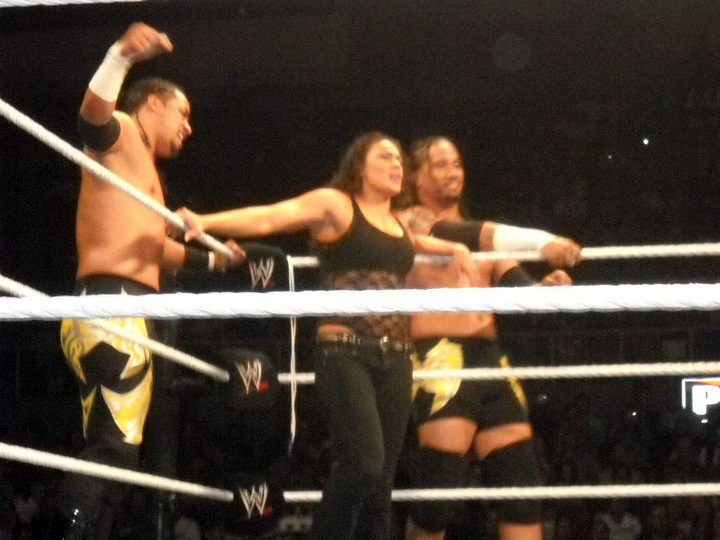
Snuka junto com The Usos em 2010

Em 24 de maio de 2010, episódio do Raw, Snuka estreou como uma personagem heel, sob o nome de ringue Tamina, junto com Jimmy e Jey Uso, atacando os Campeões Unificados de Duplas, The Hart Dynasty (David Hart Smith, Tyson Kidd e Natalya). Na semana seguinte, no episódio de 31 de maio do Raw, Tamina e The Usos se apresentaram e afirmaram que a Hart Dynasty estava no "lugar errado na hora errada", antes de novamente brigar com o trio. Em 20 de junho no Fatal 4-Way, Tamina e os Usos foram derrotados pela Hart Dynasty em uma luta six-person mixed de duplas, depois que Natalya derrotou Tamina. Duas semanas depois, no episódio do Raw de 21 de junho, Tamina fez sua estréia individual contra Natalya, mas a luta terminou em no contest depois que o Nexus interrompeu a luta. No episódio de 28 de junho do Raw, Tamina e The Usos estavam programados para enfrentar The Hart Dynasty em outra luta six-person mixed de duplas, mas os atacaram durante a entrada, levando Tamina jogando Natalya no ringue e executando o Superfly Splash nela. No Raw de 12 de julho, Tamina e The Usos venceram sua primeira luta ao derrotar The Hart Dynasty em uma luta six-person mixed de duplas. No Money in the Bank pay-per-view, Tamina acompanhou The Usos a uma luta de duplas contra The Hart Dynasty, que os Usos perderam. No Raw de 26 de julho, Tamina, junto com Jimmy Uso, acompanhou Jey Uso a uma luta individual contra Randy Orton, mas Jey não teve sucesso em derrotar Orton.
No episódio de 9 de agosto do Raw, Tamina começou a flertar com Santino Marella, sugerindo uma mudança de personagem. Duas semanas depois, Tamina acompanhou os Usos em uma luta de duplas contra Marella e Vladimir Kozlov em um combate perdido, mas Tamina então impediu os Usos de atacar Marella, e mandou um beijo para ele quando ela deixou o ringue. No episódio de 27 de setembro do Raw, Tamina competiu em uma Divas battle royal para determinar a desafiante número um ao Campeonato das Divas da WWE, que acabou sendo vencido por Natalya. No Raw de 11 de outubro, Tamina se juntou a Santino Marella após sua vitória sobre Zack Ryder e comemorou com ele. Algumas semanas depois, no episódio de 8 de novembro do Raw, Tamina se juntou a Alicia Fox e Maryse em uma "Diva Cup Match", perdendo para Eve Torres e The Bella Twins. No Raw de 15 de novembro, Tamina acompanhou The Usos a uma luta de duplas contra Santino Marella e Vladimir Kozlov, perdendo. Tamina fez uma aparição nos bastidores com Marella e Kozlov no Raw de 22 de novembro, quando ela fez uma serenata e beijou Marella. Duas semanas depois, no episódio de 29 de novembro do Raw, Tamina se juntou a Alicia Fox e Maryse em uma luta de duplas contra Natalya, Gail Kim e Melina, mas foi distraída por Marella fazendo uma serenata para ela, e ela deixou o ringue com ele.
No episódio do Raw de 6 de dezembro, Tamina começou um relacionamento na tela com Marella, começando por acompanhá-lo e seu parceiro Vladimir Kozlov em uma luta de eliminação de três equipes contra as equipes do The Nexus (Justin Gabriel e Heath Slater) e The Usos em um esforço vencedor, como Tamina entrou no ringue e beijou Marella, tornando-se oficialmente manager do time. No Raw de 20 de dezembro, Tamina se uniu a Marella em uma luta de duplas mistas em um combate vencido contra Maryse e Ted DiBiase Jr. Na semana seguinte, no episódio de 27 de dezembro do Raw, Snuka acompanhou Marella a uma vitória contra Ted DiBiase. No episódio de 3 de janeiro do Raw, Tamina acompanhou Marella e Vladimir Kozlov em uma luta de duplas contra The Usos em um esforço perdido.

#### Perseguições ao Campeonato das Divas (2011–2013)
Depois de ser convocada para a marca SmackDown como parte do draft suplementar de 2011, Tamina fez sua estréia no SmackDown como vilã no episódio de 27 de maio do SmackDown, em parceria com Alicia Fox para derrotar a equipe de AJ e Kaitlyn, que estavam acompanhadas por sua mentora Natalya. Uma semana depois no SmackDown, Tamina e Fox novamente derrotaram AJ e Kaitlyn, com Tamina fazendo o pin em AJ. No episódio de 23 de junho do Superstars, Tamina competiu em uma luta de duplas de seis divas com Alicia Fox e Rosa Mendes, perdendo para AJ, Kaitlyn e Natalya. Tamina então começou a aparecer na quinta temporada do NXT, estreando no episódio de 26 de outubro em uma derrota para Kaitlyn. No episódio de 2 de novembro do NXT Redemption, Tamina perderia novamente em uma revanche contra Kaitlyn. Tamina então começaria um relacionamento na tela com JTG, tornando-se sua manager. Ela o acompanhou no episódio de 9 de novembro do NXT Redemption em uma derrota contra Jimmy Uso.
No episódio de 30 de dezembro do SmackDown, Tamina se uniu a Natalya, mas acabaram derrotadas para Kaitlyn e Alicia Fox, e depois atacaria Natalya, virando face no processo e iniciando uma briga entre as duas sobre suas respectivas famílias. Nas próximas duas semanas no SmackDown, Tamina derrotaria Natalya em um combate individual. No episódio de 10 de fevereiro do SmackDown, Tamina salvou Alicia Fox de um ataque da Campeã das Divas Beth Phoenix. Tamina e Beth então olharam para baixo, o que resultou em Snuka desafiando Phoenix por seu título. Tamina, agora anunciada como Tamina Snuka, recebeu sua chance pelo título em 19 de fevereiro no Elimination Chamber, mas foi derrotada por Phoenix. No episódio de 25 de abril do NXT Redemption, Snuka e Kaitlyn derrotaram a equipe de Maxine e Natalya. No episódio de 6 de junho do NXT Redemption, Snuka derrotou Natalya. No pay-per-view Money In The Bank, Snuka juntou-se a Kaitlyn e Layla, derrotando a equipe de Beth Phoenix, Natalya e Eve Torres. Snuka apareceu no NXT renomeado três dias depois, onde derrotou Kaitlyn. No episódio de 20 de agosto do Raw, Snuka competiu em uma battle royal, mas não teve sucesso em vencer a luta. Também durante a partida, Snuka sofreu uma lesão nas costas legítima.
Após três meses de inatividade, Snuka voltou de lesão em 18 de novembro no pay-per-view Survivor Series como heel, interrompendo um segmento entre AJ Lee e Vickie Guerrero atacando AJ por trás. Snuka fez seu retorno no ringue no Raw de 26 de novembro, derrotando Alicia Fox. No Raw de 28 de janeiro de 2013, Snuka enfrentou a Campeã das Divas Kaitlyn em uma luta sem título, no entanto, a luta terminou em no-contest após a interferência dos lumberjills. Em 17 de fevereiro no Elimination Chamber, Snuka desafiou sem sucesso Kaitlyn pelo Campeonato das Divas. No episódio de 5 de junho do NXT, Snuka foi derrotada por Paige na primeira rodada do torneio do Campeonato Feminino do NXT para coroar a campeã inaugural.

#### Guarda-costas de AJ Lee (2013–2014)

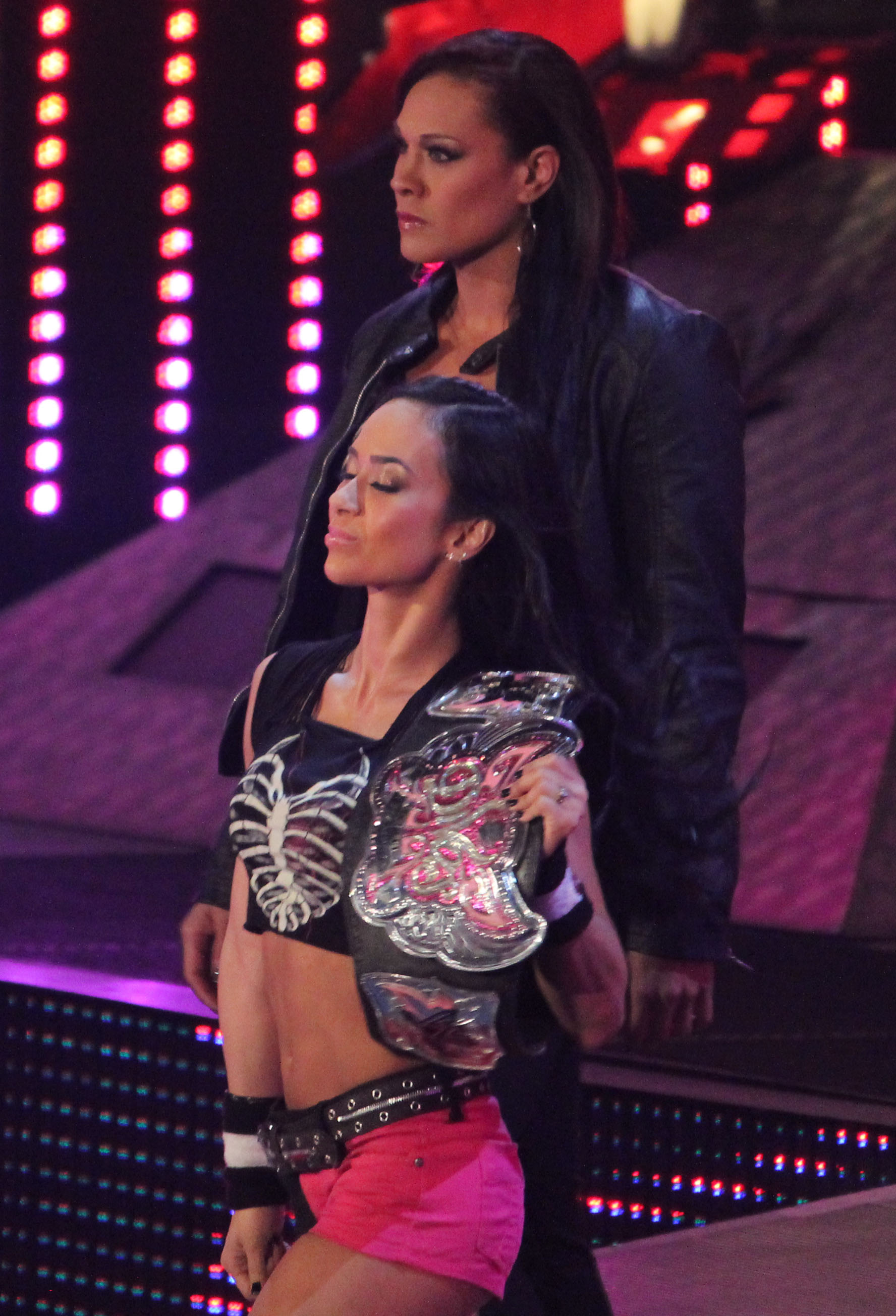
Snuka along with AJ Lee the night after WrestleMania on Raw in April 2014

Snuka retornou à programação da WWE no final de setembro de 2013, assumindo o papel de guarda-costas do Campeã das Divas AJ Lee. Snuka ajudou AJ a manter seu Campeonato das Divas no Battleground atacando a desafiante Nikki Bella. No episódio de 13 de novembro do Main Event, AJ manteve seu título contra Natalya depois que Snuka interferiu e atacou Natalya. Isso levou a uma luta entre Snuka e Natalya no episódio de 15 de novembro do SmackDown, que Snuka perdeu. AJ foi capitã de uma equipe no Survivor Series em uma luta de eliminação de sete contra sete contra o elenco do Total Divas, onde Snuka foi a penúltima eliminada, e competiu em uma revanche na noite seguinte. no Raw de 25 de novembro, onde ela eliminou The Funkadactyls (Cameron e Naomi) antes de ser derrotada e eliminada por JoJo.
Em 23 de fevereiro de 2014, no pay-per-view Elimination Chamber, Snuka acidentalmente deu um superkick em AJ durante sua luta pelo título contra Cameron, e eventualmente causou uma desqualificação quando Cameron quase venceu a luta. Isso sinalizou tensão entre as duas, que foi seguido por suas derrotas consecutivas na competição de duplas, levando Snuka a empurrar AJ para o chão. Em 6 de abril, Snuka fez sua estreia na WrestleMania, competindo na WrestleMania XXX no 14-Diva "Vickie Guerrero Invitational match" pelo Campeonato das Divas da WWE, que foi vencido pela atual campeã AJ Lee. Depois que AJ perdeu seu Campeonato de Divas para Paige na noite seguinte no Raw, e posteriormente foi concedida uma folga da WWE, Snuka ganhou uma batalha real para se tornar o desafiante número um ao Campeonato de Divas de Paige. Snuka enfrentou Paige pelo título no Extreme Rules em 4 de maio, mas não conseguiu vencer.

## Cinema
Reiher fará sua estréia como atriz em 2014 no filme Hercules: The Thracian Wars, estrelado por seu primo, Dwayne Johnson.

## Vida Pessoal
Ela se divorciou de seu marido em 2003. Com ele, ela tem duas filhas. Antes de ingressar na WWE, ela trabalhava como zeladora.

## No Wrestling
- Finishing moves

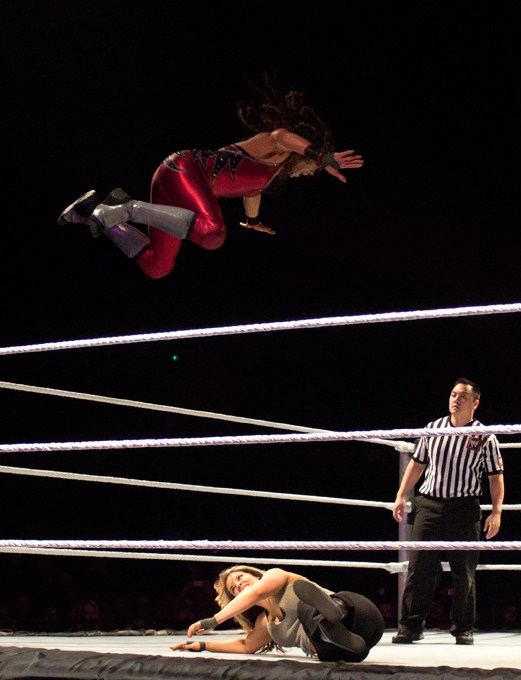
Tamina aplicando o Superfly Splash

  - Super Kick, as vezes quando o adversário se aproxima — 2013 — presente
  - Superfly Splash[29][30] (Superfly Splash)[29][31] — adaptado de seu pai[32]
  - Samoan drop[29][31][33] — 2011–2012; utilizado como signature depois
- Signature moves
  - Chinlock[34]
  - Headbutt[29][33]
  - Powerbomb[35]
  - Superkick[29][30]
  - Snap suplex[36]
  - Vertical suplex[37]
  - Pumphandle slam[38]
- Managers
  - Rosa Mendes[39][29]
  - Alicia Fox[29]
  - AJ Lee
  - Naomi
  - Sasha Banks
- Wrestlers de quem já foi manager
  - The Usos[29][40]
  - Santino Marella e Vladimir Kozlov[29][41]
  - JTG[42]
  - AJ Lee[42]
  - Naomi
  - Sasha Banks
- Temas de Entrada
  - "Get Up (Instrumental)" por Extreme Music (24 de maio de 2010–29 de novembro de 2010; usada com os The Usos.)[43][44]
  - "60 Second Man" por Dennis Winslow e Robert J. Walsh (2 de fevereiro de 2011–8 de agosto de 2011)[45]
  - "Anarchy" por Lindsay Jehan e Peter Northcote (26 de agosto de 2011–6 de janeiro de 2012)[46]
  - "Ag Mangua" por WarnerChappell (13 de janeiro de 2012)
  - "Tropical Storm (V1)" por Jim Johnston (19 de janeiro de 2012–presente)[47]
  - "Tropical Storm (V2)" por Jim Johnston (27 de janeiro de 2012)[47]
  - "Let's Light It Up" por Kari Kimmel (27 de Setembro de 2013–2014; usada com AJ Lee)
  - "Unity" por CFO$ (2016)

## Campeonatos e realizações
- Pro Wrestling Illustrated
  -   PWI classificou-a como a #19 das 50 melhores wrestlers femininana PWI 50 em 2012
- Ligações externas
  - Tamina Snuka. no IMDb.
  - Perfil no wwe.com